# Хоста (растение)
Хо́ста (лат. Hósta) — род многолетних травянистых растений семейства Спаржевые (ранее был включён в семейство Лилейные). Ареал рода — Дальний Восток, Юго-Восточная Азия, Япония. Ранее род был больше известен под названием Функия (Fúnkia).
Растения этого рода широко используются в садоводстве и ландшафтном дизайне, ценятся как теневыносливые декоративно-лиственные растения.
Род назван в честь австрийского врача и ботаника Николауса Хоста (1761—1834). Название Функия (Funkia), под которым род был известен раньше, было дано в честь немецкого ботаника Генриха Функа (1771—1839).

## Ботаническое описание
Многолетние травянистые растения с компактным или коротковетвистым корневищем.
Листья в прикорневой розетке, на черешках, многочисленные, разнообразные по форме (от узколанцетовидных до широкояйцевидных), размеру, текстуре и цвету, нередко встречаются пестролистные формы.
Цветоносы высокие, до 100 см, слабо облиственные; соцветие кистевидное, часто однобокое; околоцветник 6-надрезный, воронковидный или колокольчатый, сиреневый или фиолетовый, реже белый.
Плод — трёхгранная кожистая коробочка; семена чёрные, плоские, крылатые.

## Виды
Некоторые описанные виды в дикой природе не существуют, известны только в культуре.
По информации базы данных The Plant List (2013), род включает 23 вида:
- Hosta albofarinosa D.Q.Wang
- Hosta capitata (Koidz.) Nakai
- Hosta clausa Nakai
- Hosta gracillima F.Maek.
- Hosta hypoleuca Murata
- Hosta jonesii M.G.Chung
- Hosta kikutii F.Maek.
- Hosta kiyosumiensis F.Maek.
- Hosta longipes (Franch. & Sav.) Matsum.
- Hosta longissima F.Maek.
- Hosta minor (Baker) Nakai
- Hosta plantaginea (Lam.) Asch. — Хоста подорожниковая[6] [syn.  Hosta japonica Tratt. typus[2] — Хоста японская]
- Hosta pulchella N.Fujita
- Hosta pycnophylla F.Maek.
- Hosta rectifolia Nakai — Хоста прямолистная[6]
- Hosta rupifraga Nakai
- Hosta shikokiana N.Fujita
- Hosta sieboldiana (Hook.) Engl. — Хоста Зибольда[6]
- Hosta sieboldii (Paxton) J.W.Ingram
- Hosta tsushimensis N.Fujita
- Hosta ventricosa Stearn — Хоста вздутая[6]
- Hosta venusta F.Maek.
- Hosta yingeri S.B.Jones

Довольно большое число видовых названий этого рода в The Plant List (2013) имеют статус unresolved name, то есть относительно них нельзя однозначно сказать, следует ли их использовать — либо их следует свести в синонимику других видов.

## Применение и использование
Некоторые виды и культурные клоны хост (которые также были описаны в ботанической литературе как виды) издавна выращиваются в культуре в Японии, откуда они были завезены в Европу в XVIII—XIX веках.
Широко применяется в декоративном садоводстве при создании клумб, рабаток, бордюров. Некоторые крупные растения — прекрасные солитеры. Теневыносливость хост позволяет с успехом выращивать их в самых тёмных уголках сада.

### Сорта
Зарегистрировано около 600 сортов хост.

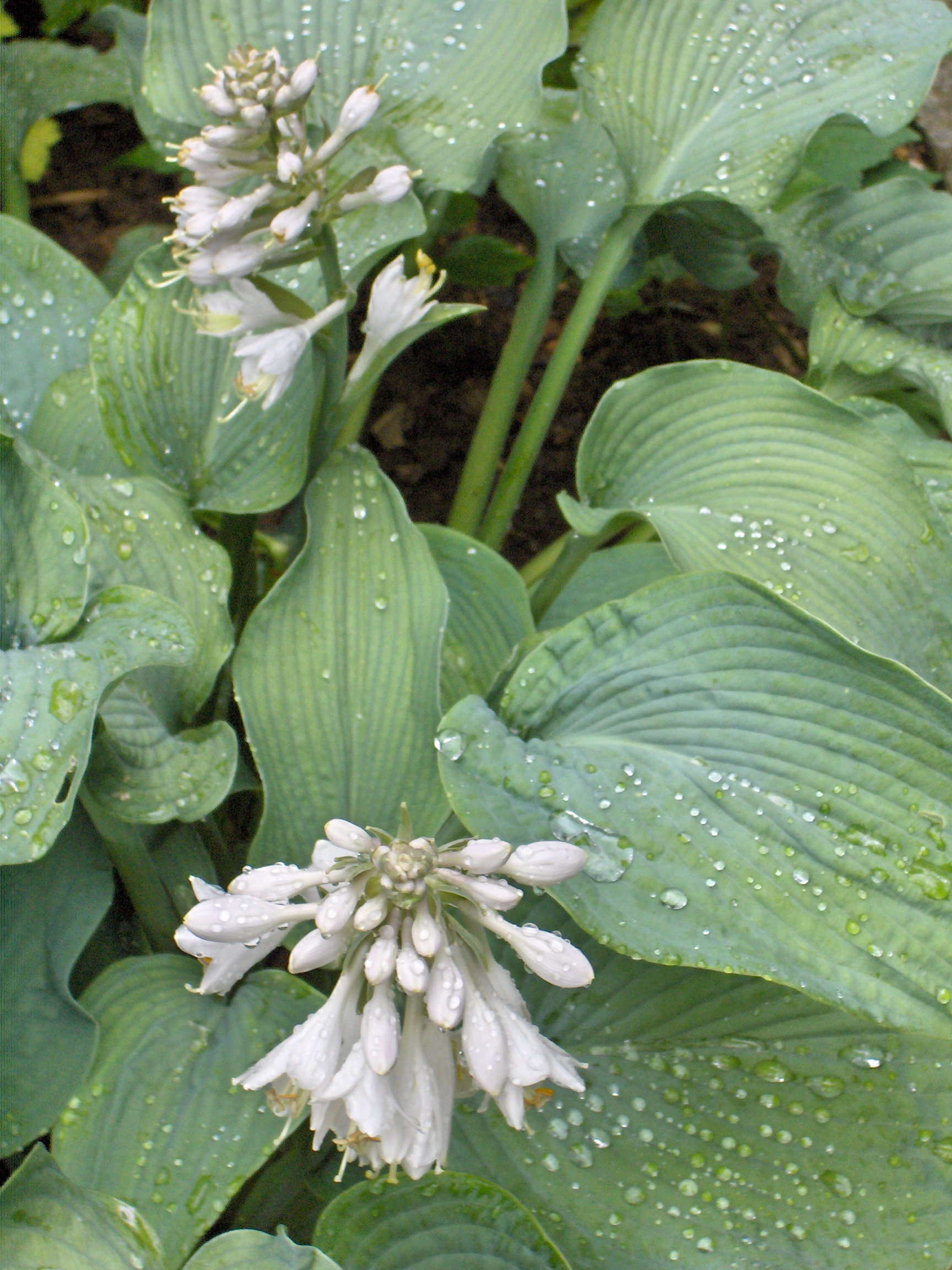
, цветущее растение

У хост иногда встречаются так называемые спорты — побеги, сильно отличающиеся от материнского растения. По своему происхождению многие сорта являются спортами других сортов (например, сорт  'Night Before Christmas' — спорт от сорта  'White Christmas', сорт  'Alex Summers' — спорт от сорта  'Gold Regal').
Но в случае спортовых сортов зачастую бывает обратный процесс возврата к исходному сорту или даже «прабабушке». Характерный пример — поведение известных сортов  'Mango Tango' или  'First Love'. Поведение корневой системы и её состояние также сильно зависит от её происхождения (гибриды от различных ботанических видов). Окраска листьев у цветущих почек (точек роста) и не цветущих во многих случаях также зависит от этого. Окраска у цветущих почек сильнее выражена и более насыщена по цвету, чем у не цветущих. Иногда в питомниках из-за этого возникают курьёзы. Характерный пример такого поведения —  'Guardian Angel'.
В средней полосе России самые высокие сорта (стабильные показатели за более чем 5 лет) —  'Viking Ship' и  'Tenryu', у последнего самый высокий цветонос — 1,85 м. Самая большая проблема при выращивании хост — это зимнее вымокание и, как следствие, вымерзание главной точки роста; особенно этому подвержены кусты возраста более шести лет. Метод борьбы с этим — осеннее мульчирование (присыпка сверху) точек роста.
Сорта классов «мини» и «смайл» требуют для себя создание так называемых «слоёных» грунтов: нижний слой — суглинистые или подзолистые почвы, а верхний слой (10 см) — песчаный грунт или чистый песок. Большинство сортов хост с душистыми цветами требуют зимнего укрытия на открытых участках. В тени и полутени можно выращивать все сорта; на полностью солнечных участках — в основном желтолистные сорта с сильным восковым налётом:  'Golden Goal',  'Cold Heart',  'Flemish Gold',  'Key West'.
В зависимости от высоты (без цветоносов) хосты делят на несколько групп. Международного стандарта относительно точных параметров каждой группы не существует. Размеры растений, относимых к одной и той же группе, в разных странах и у разных поставщиков могут существенно различаться.
|                               | American Hosta Society | Savory’s Gardens Inc | Papou hosta | Shady Oaks | Fransen Hostas | Mickfield Hostas |
| ----------------------------- | ---------------------- | -------------------- | ----------- | ---------- | -------------- | ---------------- |
| Miniature (миниатюрные), Mini | 10—15 см               | <25 см               | <10 см      | <17 см     | 10—20 см       |                  |
| Dwarf (карликовые), D         | <10 см                 |                      | 10—15 см    |            |                | <15 см           |
| Small (маленькие), S          | 15—25 см               | 25—38 см             | 15—25 см    | 17,7—38 см | 20—38 см       | 15—30 см         |
| Medium (средние), М           | 25—45,7 см             | 38—45,7 см           | 25—45,7 см  | 38—56 см   | 38—61 см       | 30—45,7 см       |
| Large (большие), L            | 45,7—71 см             | 45,7—61 см           | 45,7—71 см  | >56 см     | 61—89 см       | 45,7—61 см       |
| Giant (гигантские), G         | >71 см                 | >61 см               | >71 см      |            | 89—152 см      | >61 см           |